# Statuia lui Gheorghe Asachi din Iași
Statuia lui Gheorghe Asachi din Iași este un monument de marmură albă închinat marelui cărturar umanist, întemeietorul învățământului în limba română în Moldova, Gheorghe Asachi (1788-1869), care a fost realizat de către sculptorul român Ion Georgescu și dezvelit în anul 1890 în municipiul Iași. Statuia este amplasată în prezent în fața clădirii care adăpostește Școala primară „Gheorghe Asachi” din Iași.  
Statuia lui Gheorghe Asachi a fost inclusă în Lista monumentelor istorice din județul Iași elaborată în anul 2004 de către Institutul Național al Monumentelor Istorice, fiindu-i atribuit codul  IS-III-m-B-04319.

## Istoric
În semn de omagiu față de personalitatea lui Gheorghe Asachi, Consiliul Comunal al orașului Iași a hotărât ridicarea unei statui a poetului, prozatorului, dramaturgului și inginerului român, mare cărturar umanist, întemeietor al învățământului în limba română în Moldova și ctitor al presei în Moldova și al teatrului în limba națională. Cu acest scop s-a constituit un comitet de inițiativă, din care făcea parte și poetul Vasile Alecsandri. 
Statuia a fost realizată în anul 1887 de către sculptorul Ion Georgescu (1856–1898), autor și al statuii lui Gheorghe Lazăr din București (1886), întemeietorul învățământului în limba română din Muntenia. Statuia a fost amplasată inițial în coasta dinspre Mitropolie a Bisericii Trei Ierarhi, în apropiere de locul unde se afla "Școlița lui Asachi", lângă fostul Hotel Petersburg, de unde a pornit Revoluția de la 1848 din Moldova. Acolo s-au ținut primele cursuri în limba română de către cărturarul Gheorghe Asachi, care a scos prima serie de ingineri hotarnici. 
Solemnitatea inaugurării monumentului a avut loc în data de 14 octombrie 1890, cu mari festivități, participanților distribuindu-li-se o broșură cu autobiografia lui Gh. Asachi, tipărită gratuit de librarul-anticar Elias Șaraga. 
Ecourile prilejuite de realizarea statuii au fost negative la vremea respectivă. Astfel, în ziarul Ecoul Moldovei din 24 septembrie 1890, un „critic” spunea despre statuia lui Gheorghe Asachi că: „Lucrarea este departe de a fi produsul unei dalte artistice..., concepțiunea ideei e prea slabă și asemănarea tot atât de rea etc.”, concluzionând că: „Statua lui Gh. Asachi trebuie dată jos și Comitetul să comande o alta”.

Ion Georgescu - Statuia lui Gheorghe Asachi de la Iași (1887)
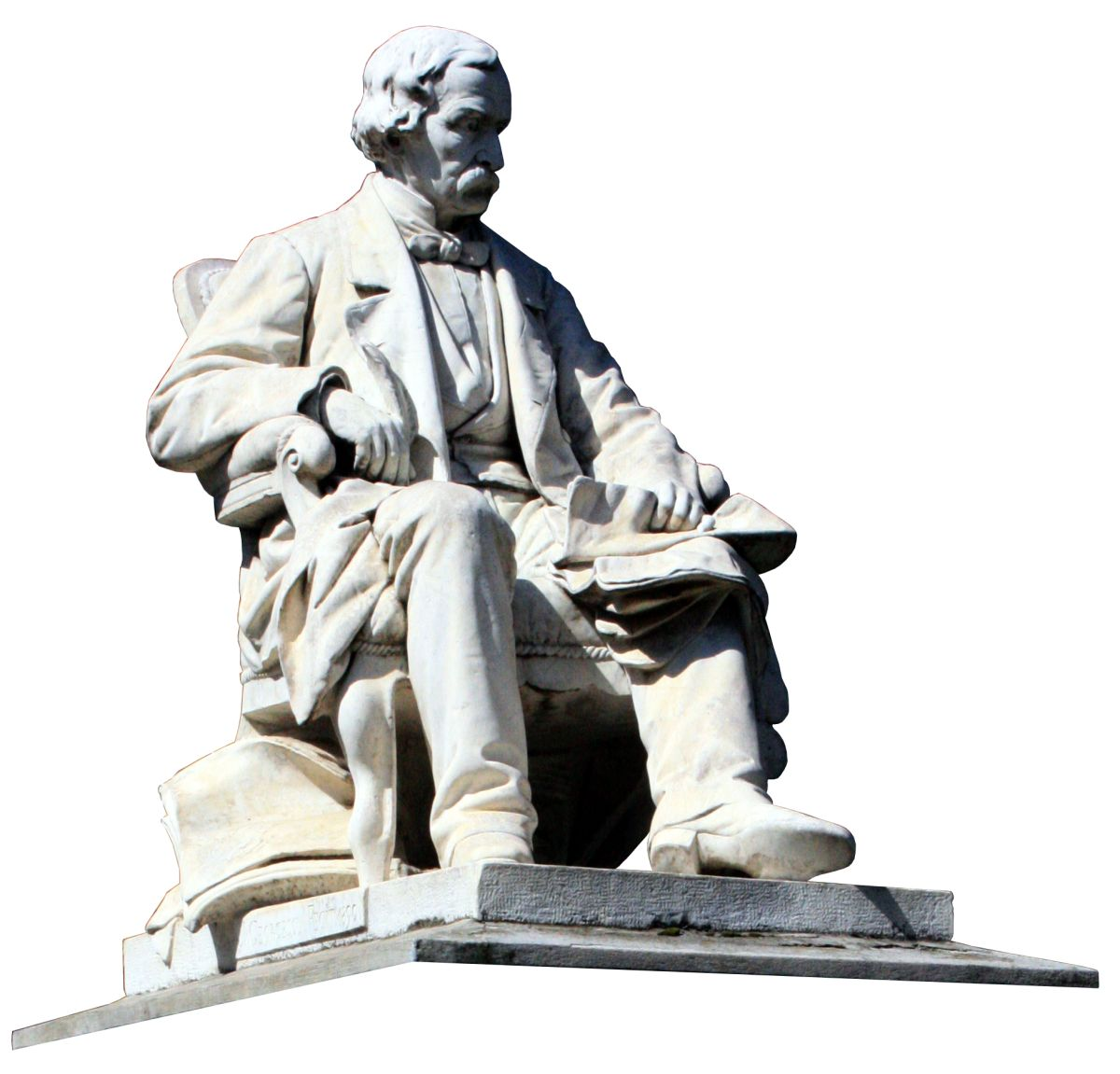
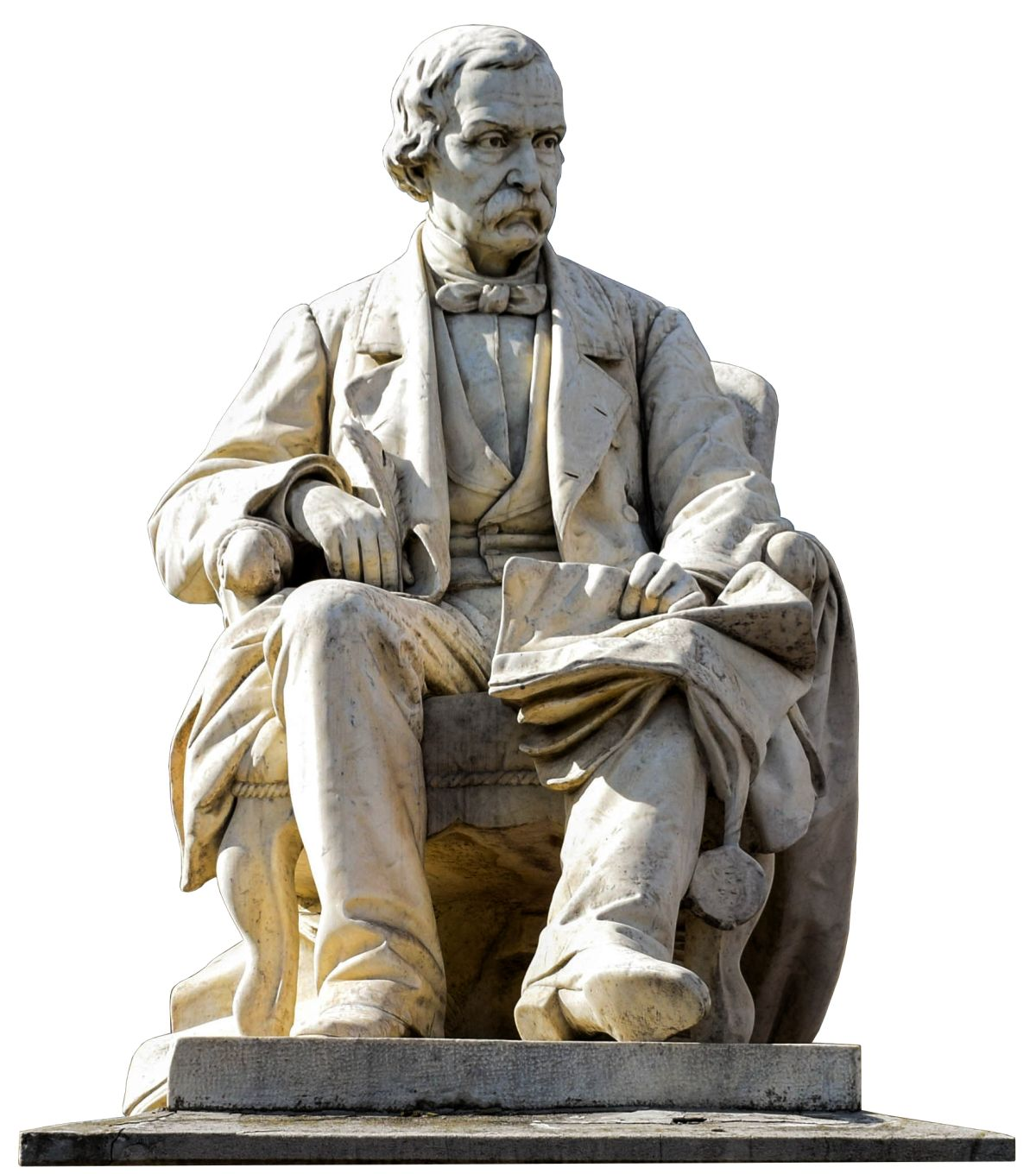
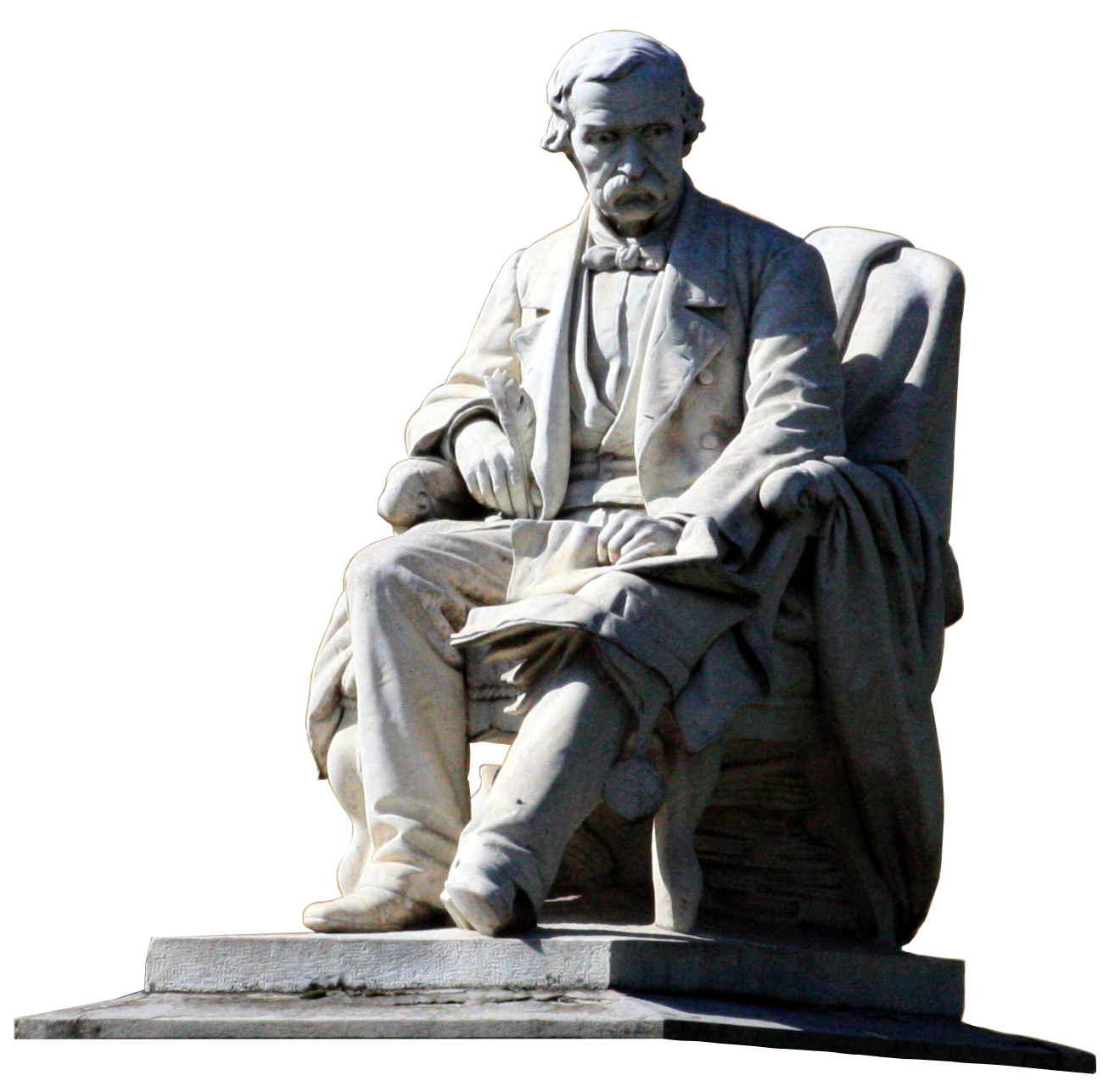

## Mutarea pe alte amplasamente

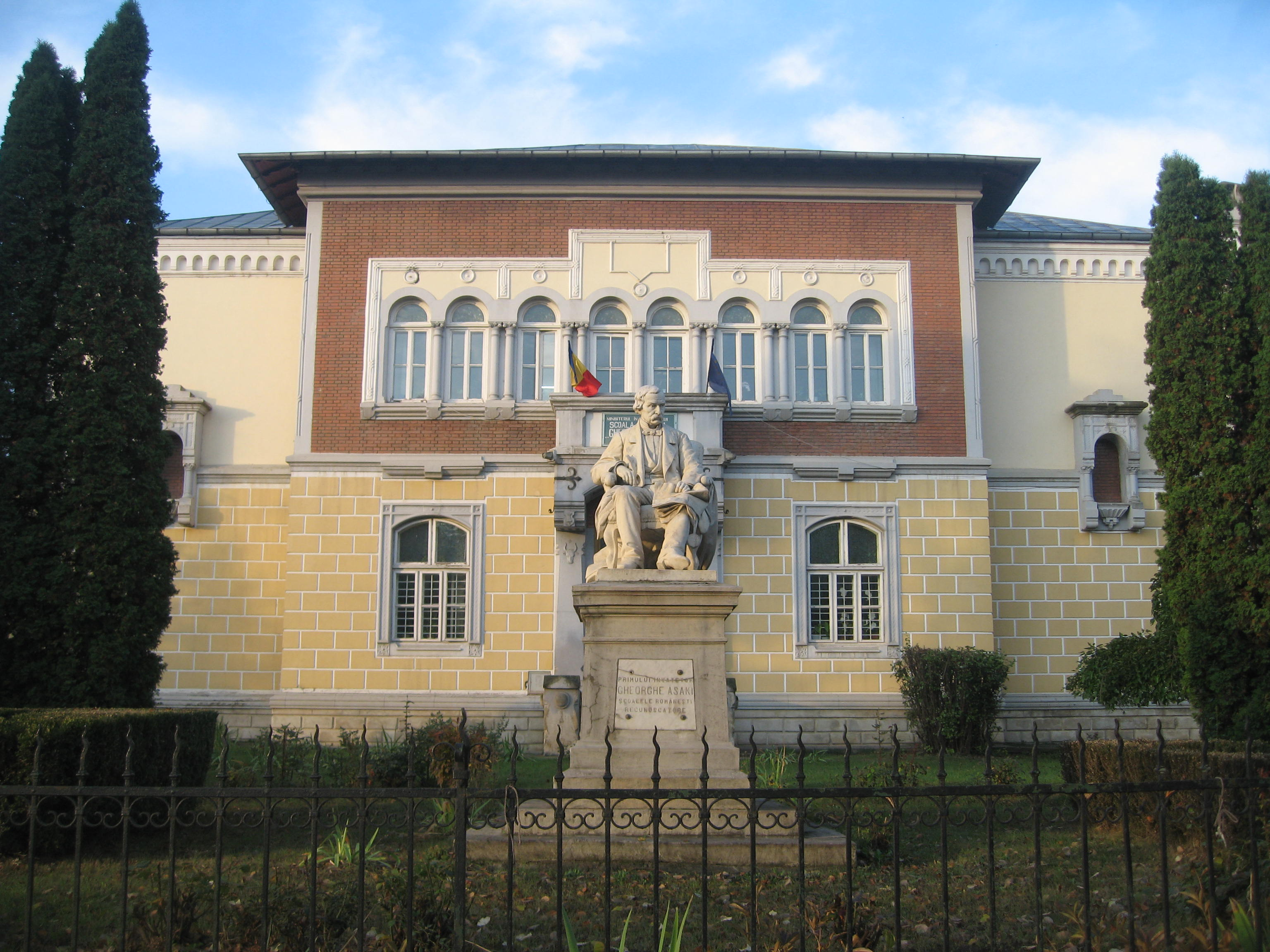
Statuia lui Gheorghe Asachi din Iaşi şi Şcoala Gh. Asachi.

În septembrie 1897, după terminarea construcției Teatrului Național din Iași, statuia lui Asachi a fost mutată în fața acestuia, ca semn de recunoștință pentru inițierea primului spectacol în limba română (1816). 
În anul 1905, statuia a fost pusă pe roate și strămutată din nou, de această dată în fața Școlii de băieți Trei Ierarhi de pe Bulevardul Ștefan cel Mare și Sfânt (fosta Școală Vasiliană întemeiată de Vasile Lupu la mijlocul secolului al XVII-lea, azi Școala primară "Gheorghe Asachi"), pe fostul ei amplasament din fața Teatrului fiind așezată statuia lui Vasile Alecsandri. Clădirea Școlii Trei Ierarhi a fost construită de Primăria municipiului Iași și inaugurată în anul 1900. 
Cu prilejul celei de-a doua strămutări, în cripta de la baza soclului au fost depuse osemintele cărturarului (care fuseseră aduse în acest scop de la Biserica Sfinții 40 de Mucenici din Iași) și ale soției sale, compozitoarea și pianista Elena Asachi (1789-1877, născută cu numele de Eleonora Teyber ) (care fuseseră aduse de la Cimitirul Eternitatea din Iași). Inscripția de pe soclul a fost înlocuită tot atunci cu o placă de marmură albă pe care scrie "Primului învățetor, Gheorghe Asaki, școalele românești recunoscătore".
Presa de la începutul secolului al XX-lea a numit acest monument 'statuia ușărnică', datorită mutării ei prin mai multe locuri. 

## Arhitectura statuii
Statuia este realizată din marmură albă de Carrara în stil neoclasic, fiind așezată pe un soclu de piatră, decorat cu inscripții și altoreliefuri. Inscripția principală conținea un omagiu memoriei lui Gheorghe Asachi: "Primului învățetor din Moldova, Gheorghe Asaki, școalele româneșci recunoscătoare". Gheorghe Asachi este imaginat la o vârstă înaintată, șezând îngândurat într-un jilț, cu capul ușor plecat spre stânga, ținând pe genunchi niște hrisoave vechi, iar în mână o pană. Pe spatele lui Asachi se află o hlamidă care conferă sculpturii o calmă măreție. 
Pe soclul statuii există două altoreliefuri de bronz: cel din stânga îl reprezintă pe Gh. Asachi înmânând coroane de flori elevilor premianți de la Gimnaziul "Vasile Lupu", iar în cel din dreapta, Gh. Asachi este reprezentat ca arhitect prezentând domnitorului Moldovei, Mihail Sturdza, planul de construcție a Academiei Mihăilene.

## Imagini

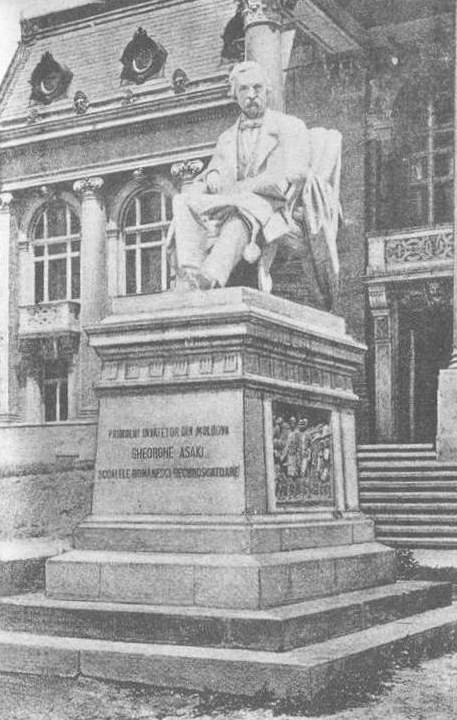
Statuia lui Gheorghe Asachi din Iași, în perioada când a fost amplasată în fața Teatrului Național
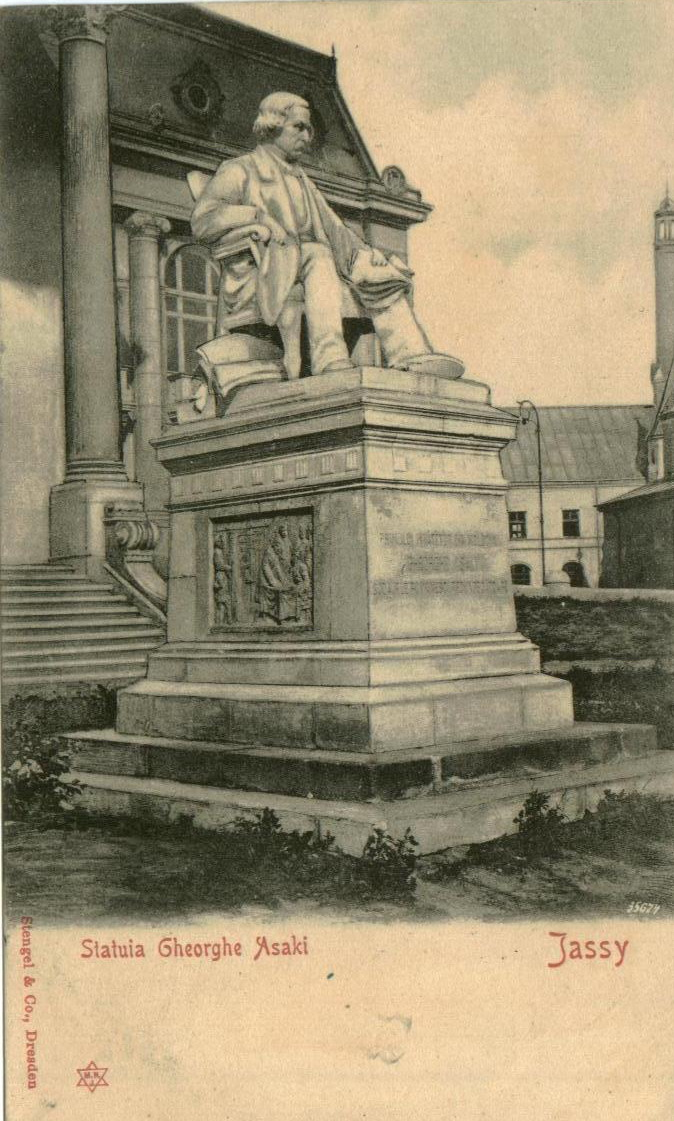
Statuia lui Gheorghe Asachi din Iași aflată în fața Teatrului Național. Ilustrată de epocă.
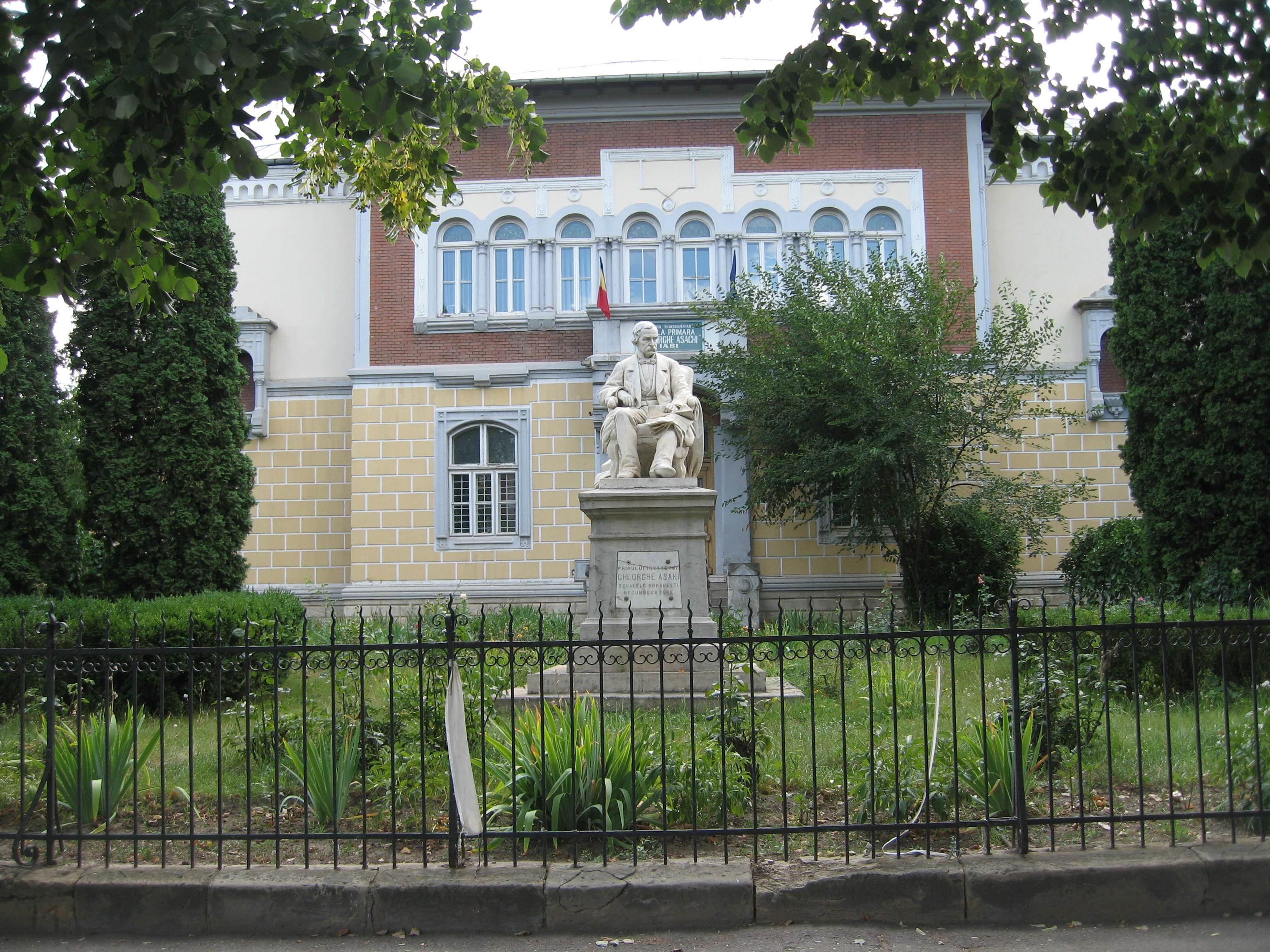
Statuia lui Gheorghe Asachi din Iași și Școala Gh. Asachi
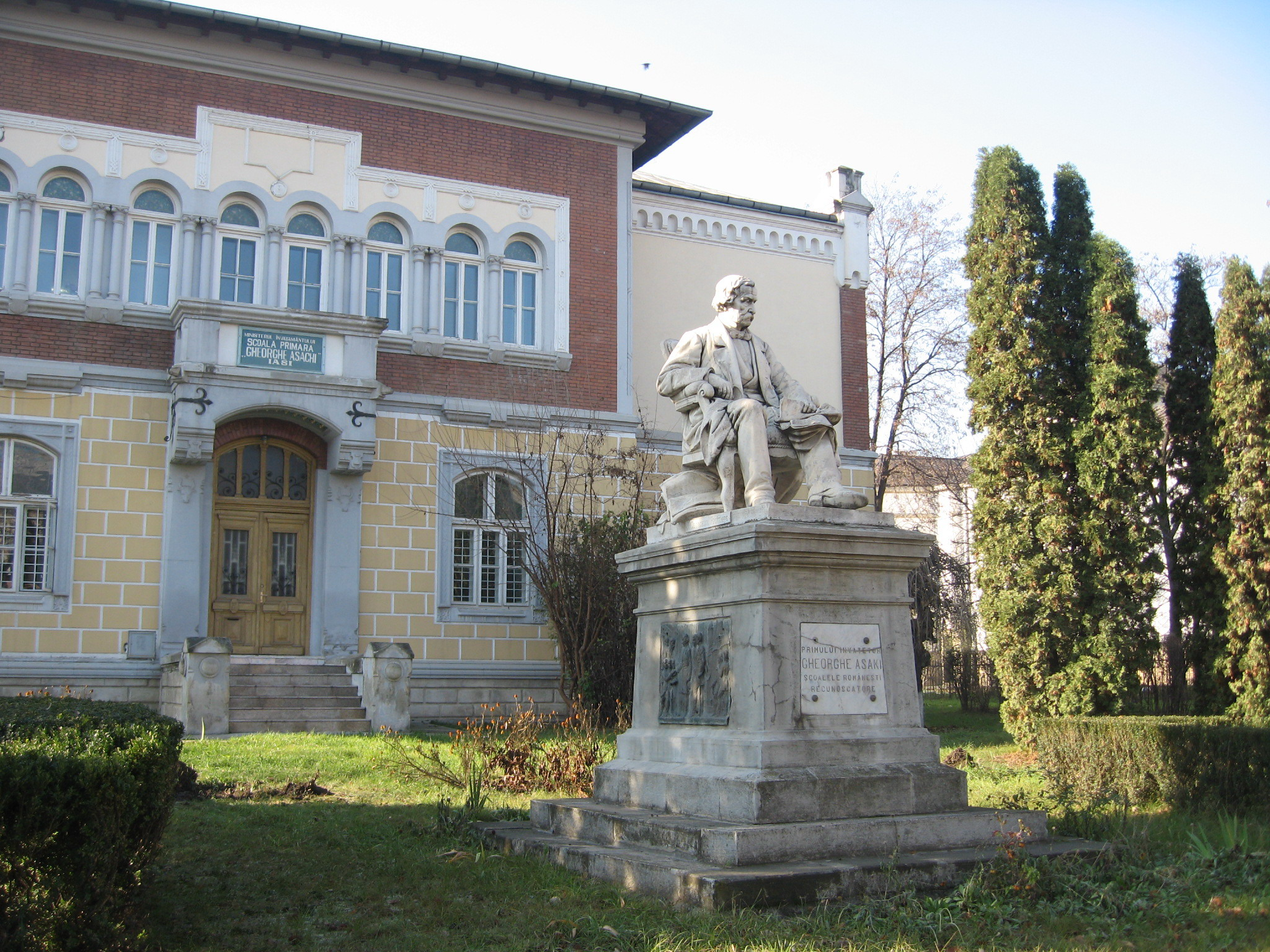
Statuia lui Gheorghe Asachi din Iași și Școala Gh. Asachi
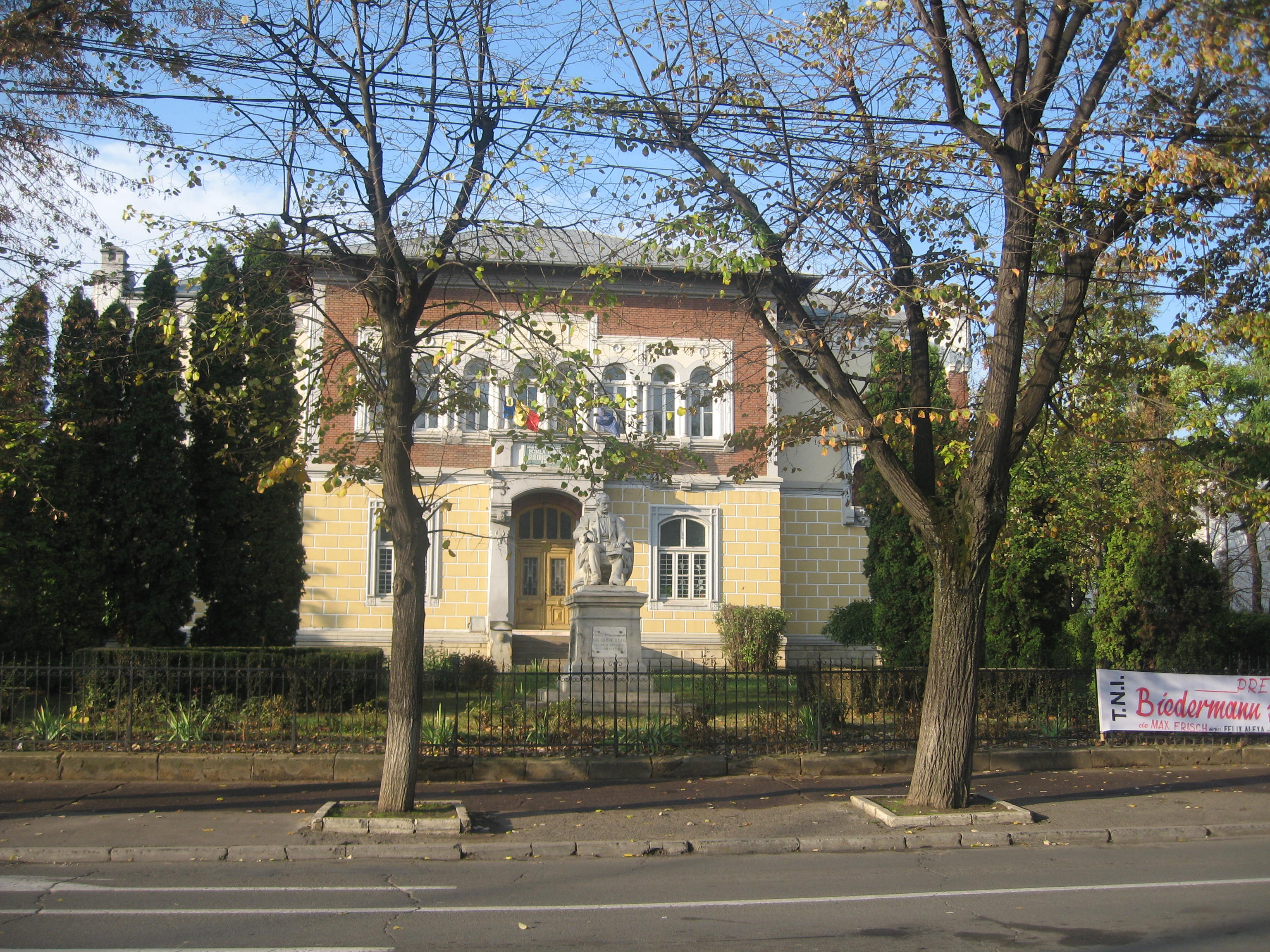
Statuia lui Gheorghe Asachi din Iași și Școala Gh. Asachi
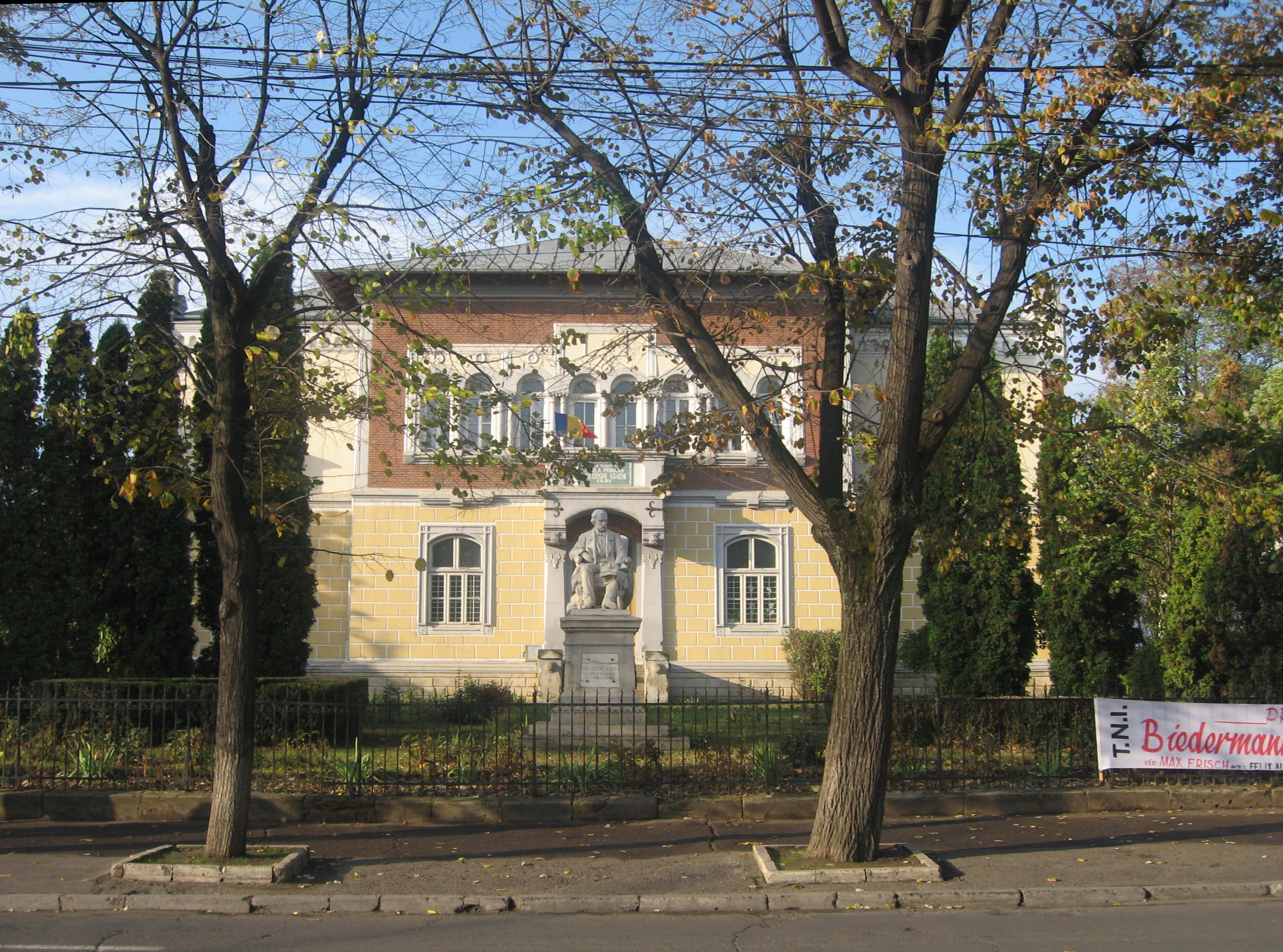
Statuia lui Gheorghe Asachi din Iași și Școala Gh. Asachi